# Steudnera colocasioides
Steudnera colocasioides är en kallaväxtart som beskrevs av Joseph Dalton Hooker. Steudnera colocasioides ingår i släktet Steudnera och familjen kallaväxter. Inga underarter finns listade.